# Hangu, Tianjin
Hangu är ett stadsdelsdistrikt i Kina. Det ligger i storstadsområdet Tianjin, i den norra delen av landet, omkring 53 kilometer öster om stadens centrum.
Hangu qu (汉沽区) var ett stadsdistrikt som omfattade ett större område. Det blev 2009 en del av Binhai.